# HyperX
HyperX —підрозділ американської компанії Kingston Technology, що спеціалізується на виробництві високопродуктивних твердотілих накопичувачів пам'яті DDR4 і DDR3, USB-накопичувачів, ігрових гарнітур та ігрових аксесуарів, і є однойменним брендом. Компоненти HyperX неодноразово використовувалися при встановленні світових рекордів розгону комп'ютерів. HyperX також фінансує розвиток кіберспорту і професійні геймерські команди. Навушники HyperX були продукцією професійних гравців команд Alliance, CNB E-sports Club, SK-Gaming, Team Liquid, Renegades, Natus Vincere.
У 2002 році Kingston Technology представила лінійку високопродуктивних запам'ятовуючих пристроїв HyperX, що стала основою однойменного бренду. У тому ж році для роботи з брендом HyperX в Kingston Technology було сформовано автономний підрозділ зі штаб-квартирою в Фаунтін-Веллі, штат Каліфорнія. У 2014 році Kingston Technology оголосила про фокусування HyperX на ринку товарів для геймінгу і кіберспорту, почавши проєктувати нові моделі пристроїв з урахуванням специфіки апаратних потреб ігрових програм і додатків. Також з 2014 року HyperX почала виробництво високотехнологічних гарнітур і аксесуарів для кіберспорту. На початку 2016 року було оголошено про офіційне ліцензування ігрових гарнітур HyperX в якості аксесуарів для ігрових консолей Xbox One, вироблених Microsoft.

## Історія
У 2002 році Kingston Technology представила на ринку пам'ять типу DDR1 з тактовою частотою 370 МГц і ємністю до 512 МБ. У 2004 році під брендом HyperX випущені пристрої, що запам'ятовують типу DDR2 з частотою 533—675 МГц і ємністю 256 МБ. У 2007 році HyperX представила першу згадку типу DDR3 з тактовою частотою до 1875 МГц і ємністю до 2 ГБ. У 2008 році в пристрої HyperX T1 типу DDR2 досягнута ємність 4 ГБ, а на виставці CeBIT в Німеччині представлено перший пристрій пам'яті типу SO-DIMM: DDR3 2233 МГц CL8 на материнській платі ASRock mini ITX.
У 2010 році підрозділ HyperX представила перший низьковольтний високопродуктивний пристрій LoVo типу DDR3 з робочою напругою 1,35 В і тактовою частотою до 1600 МГц. У тому ж році на виставці Computex була представлена лінійка найшвидших запам'ятовуючих пристроїв DDR3 у 2010 році — HyperX blu з тактовою частотою 2544 МГц. У 2011 році на ринку представлена лінійка перших у світі пристроїв пам'яті DDR3 з автоматичним підвищенням тактової частоти — HyperX PnP, тактовою частотою до 1600 МГц і ємністю до 8 ГБ. В цьому ж році пам'ять HyperX встановила відразу два світові рекорди, коли оверклокерам Бенжаміну «Benji Tshi» Бушу і Жану Батісту «marmot» Жерару вдалося розігнати набір модулів DDR3 HyperX з 2544 МГц до 3082 МГц з таймінгами CL7.
У 2012 році Kingston Technology випустила перші твердотілі накопичувачі (SSD) під маркою HyperX, перші USB-накопичувачі з Windows to Go, перший у світі USB-накопичувач з ємністю 1 ТБ — HyperX Predator 3.0 USB, а також найшвидший пристрій DDR3 з сертифікацією XMP і тактовою частотою 2800 МГц. Ємність пристрою пам'яті HyperX Beast у 2012 році досягла рекордних для того часу 64 ГБ.
На виставці Computex 2014 HyperX встановив світовий рекорд з розгону комп'ютерів, розігнавши модуль HyperX DDR3 ємністю 4 ГБ з частотою 2933 МГц до 4500 МГц. Модуль DDR4 був розігнаний до частоти 4351 МГц, що також є рекордом. У 2014 році на ринку представлена перша гарнітура HyperX для професійних геймерів — HyperX Cloud, розроблена спільно з QPad. У тому ж році HyperX представив найшвидшу у світі DDR4 128 ГБ з тактовою частотою 3000 МГц, а також випустив першу лінійку килимків для комп'ютерної миші Skyn.
У 2015 році HyperX представив свою першу лінійку високопродуктивних твердотілих накопичувачів з інтерфейсом PCIe — HyperX SSD Predator, а також лінійки оперативної пам'яті Savage DDR4 і Fury DDR4, забезпечені довічною гарантією. У тому ж році Kingston Technology оголосила про повну автономність бренду HyperX і припинення нанесення на його продукцію логотипа Kingston. Також у 2015 році HyperX вдалося створити найшвидший у світі комплект оперативної пам'яті на 128 ГБ: частота вхідного в комплект накопичувача Predator M.2 PCIe SSD досягла рекордних 3 000 МГц.
24 лютого 2021 року HP Inc. оголосила про покупку розробника ігрових периферійних пристроїв HyperX у компанії Kingston Technology.
1 червня 2021 року HP Inc. оголосила про завершення угоди з придбання HyperX у компанії Kingston Technology. Вартість угоди склала 425 млн доларів і включає лише периферійні пристрої для комп'ютерів під брендом HyperX, але не охоплює пам'ять чи накопичувачі.

## Продукція
Пам'ять для геймерських ПК і оверклокінгу:
- DDR4: Fury, Savage, Predator, Impact;
- DDR3: Fury, Savage, Predator, Beast, Impact;

Накопичувачі:
- SSD: Fury, Savage, Predator;
- Flash (USB): Savage, Predator;

Пристрої та аксесуари для геймінгу:
- Клавіатури: Alloy Elite, Alloy Elite RGB, Alloy FPS, Alloy FPS PRO
- Миші: Pulsefire FPS
- Гарнітури: Cloud Core, Cloud, Cloud II, Cloud X, Cloud Revolvers, Cloud Revolvers S, Cloud Alpha;
- Килимки для миші: Fury.